# 億和控股
億和精密工業控股有限公司，簡稱億和精密工業控股、億和精密工業、億和精密，以及億和控股（英語：EVA PRECISION INDUSTRIAL HOLDINGS LIMITED，港交所：0838），在1993年，由張傑（主席）、張建華，以及張耀華（總裁）創立。
現時在中國內地深圳、蘇州和中山經營生產及銷售精密衝壓塑膠模具、精密衝壓注塑零件、軸類零件、鐳射焊接產品及電子組立部品，招股價為1.1港元，發行股份130,000,000股，集資額為143,000,000港元，股份則在2005年5月11日於香港交易所主板上市。
總部位於香港九龍科學館道1號康宏廣場南座6樓8室。

## 連結
- EVA-Group.com （页面存档备份，存于）